# Elephantomyia (Elephantomyodes) handschini
Elephantomyia (Elephantomyodes) handschini is een tweevleugelige uit de familie steltmuggen (Limoniidae). De soort komt voor in het Oriëntaals gebied.